# Filmhíradók online
2009. november 5-én jött létre a Filmhíradók Online elnevezésű internetes filmhíradó-archívum, amely kezdetben az 1931 és 1943 közötti időszak Magyar Világhíradóinak 5183 hangos filmhírét mutatta be a Magyar Nemzeti Filmarchívum jóvoltából. 2010-ben a gyűjtemény 26 db néma filmhíradó felújított változatával gazdagodott az 1914 és 1924 közötti korszakból. Az online archívum életre hívója a Neumann Nonprofit Kft.
A Magyar Nemzeti Filmarchívum (MNFA) által felújított és digitalizált Magyar Világhíradók képezik a Neumann által üzemeltetett Nemzeti Audiovizuális Archívum (NAVA) első különgyűjteményének alapját. A sok órányi film- és kultúrtörténeti kincs a Filmhíradók Online-on került először teljes egészében feldolgozva, korlátozás nélkül és ingyenesen a nagyközönség elé. A közeljövőben az 1943 utáni időszak filmhíradóit is digitalizálják és elérhetővé teszik a világhálón.
A Neumannt 77 filmajándék nevű kezdeményezésének sikere ösztönözte arra, hogy újabb gyűjteményét tegye szabadon megtekinthetővé az interneten.
A Filmhíradók Online felvételei egy-egy izgalmas történelmi korszak lenyomatát adják, a közönség pedig egyúttal képet kap a korabeli nyilvánosság működéséről is. A történelmi távlatból szemlélt média lehetőséget ad a jelenben élő unokáknak, hogy a kortárs média üzeneteit ennek fényében vizsgálják.
A Filmhíradók Online videói témák, személyek és helyszínek szerint rendezhető adatbázisban kereshetők – akár a felvételeken elhangzó szövegek alapján is. A filmhírek egy böngészőbe épített lejátszó segítségével teljes képernyős méretben is megtekinthetők, emellett weboldalba ágyazhatók és megoszthatók az interneten. A Filmhíradók Online anyagainak felhasználása elsősorban oktatási, kutatási és közismereti célokat szolgál. Az üzleti célú felhasználás kizárólag az MNFA engedélyével lehetséges.

## Külső hivatkozások
- Filmhíradók Online
- Magyar Nemzeti Filmarchívum
- Neumann Nonprofit Kft.
- Nemzeti Audiovizuális Archívum (NAVA)
- 77 filmajándék